# Каплунівка (Богодухівський район)
Каплу́нівка — село в Україні, у Краснокутській селищній громаді Богодухівського району Харківської області. Населення становить 855 осіб. До 2020 орган місцевого самоврядування — Каплунівська сільська рада.

## Географія
Село Каплунівка знаходиться на річці Хухра, недалеко від її витоків. Нижче за течією на відстані 1 км розташоване село Мойка. На відстані 1 км розташоване село Гаркавець. На річці зроблено кілька загат. До села примикає великий лісовий масив.
Місцевість села Каплунівка має мальовничий вид. Село розташоване на двох невеликих схилах, між якими сріблом виблискують ставки: Маслів, Церковний, Фабриканський, Мойчанський, Балки, Панський. З південної та південно-східної сторони Каплунівка густою стіною оточує ліс. Розкішні дуби, стрункі ялини, зелені сосни стоять немов сторожа, захищаючи село від суховіїв. Ставки славляться своєю рибою і рибалки із всієї округи з'їжджаються сюди, щоб відпочити та порибалити.

## Назва
Село заснував козак Охтирського полку на прізвисько Каплун в 1688 році. Від його прізвиська пішла назва населеного пункту.
Також існують версії, що назва села пішла від назви птахів, яких в ті часи водилося дуже багато — каплуни.
Під час війни Російської імперії зі шведським королем Карлом 12 село постраждало. Військо шведського короля йшло через Каплунівку на Полтаву. В селі існувала дерев'яна церква, у якій знаходилася ікона Каплунівської Божої Матері (копія Казанської божої Матері). Карл XII тричі наказував підпалити церкву, але всі три рази вона не горілі. Тоді і з'явилася легенда, що то ікона Каплунівської Божої Матері врятувала церкву від пожежі.

## Історія
За давніми переказами в 1687 р. житель польського містечка Умані Іван Ілліч Уманов по виході своєму з Польщі в Росію прийшов в Слободсько-українські полки і звернувся в полковому місті Охтирка до командира Охтирського полку Стольника і полковника Івана Івановича Перекрестова, а в наступному 1688 р. полковник наказав в 20 верстах від м. Охтирки при витоку річки Хухрі заселити нове село, а осадчий був по прізвищу Каплун, звідси назва села Каплунівка. Про це нам розповідає книга " Сказание о чудотворной иконе Каплуновской Богоматери ", яка була написана нашим земляком В. І. Линником в 1909 році.
У Каплунівці влітку були великі ярмарки, з'їжджалися люди з усієї України, ярмарок тривав три чотири дні, на вигоні ставилися намети, займали певні місця торговці і йшла активна торгівля. Привозили багато різноманітного товару: взуття, матерії, різного одягу, цигани продавали коней. Тут же неподалік встановлювалася карусель. Це було велике свято для всіх людей, а особливо для малечі.
За даними на 1864 рік у власницькому селі Богодухівського повіту Харківської губернії мешкало 1252 особи (596 чоловіків та 656 жінок), налічувалось 226 дворових господарств, існувало 2 православні церкви, суконна фабрика, винокурний та селітряний заводи.
Станом на 1885 рік у колишньому власницькому селі Пархомівської волості мешкало 1811 осіб, налічувалось 330 дворових господарств, існували 2 православні церкви, школа, 4 лавки, паровий млин, відбувались базари по неділях й 2 щорічних ярмарки.
За переписом 1897 року кількість мешканців зросла до 2334 осіб (1202 чоловічої статі та 1132 — жіночої), з яких 2333 — православної віри.
До революції село Каплунівка було великим і багатим, селяни жили заможно, мали свої наділи землі від 1 до 3 і більше десятин. Працювали на поміщицьких землях Харитоненка. В селі було близько 1000 будинків, сім"ї були великими, майже в кожній сім"ї було по 7-10 дітей.
Після Жовтневого перевороту у селі кілька разів змінювалась влада, а остаточно захопили владу радянські окупанти.
На початку війни в селі Каплунівка було 2935 жителів, 720 із них — воювали. При звільненні села від німецьке — нацистських загарбників загинуло 154 воїна. В центрі села, біля школи, на братській могилі поставлено скульптурний пам'ятник — воїн з автоматом з букетом квітів в руках.
12 червня 2020 року, розпорядженням Кабінету Міністрів України № 725-р «Про визначення адміністративних центрів та затвердження територій територіальних громад Харківської області», увійшло до складу Краснокутської селищної громади.
19 липня 2020 року, в результаті адміністративно-територіальної реформи та ліквідації Краснокутського району, село увійшло до складу Богодухівського району.

## Каплунівська ікона Пресвятої Богородиці
Село Каплунівка засноване в 1688 р., у цьому ж році полковник Перехрестов побудував у селі дерев'яну церкву в ім'я Різдва Пресвятої Богородиці. Бєлгородський митрополит Аврамій 1 липня 1688 року посвятив Івана Уманова в сан священика і направив його священиком в Каплунівську церкву. Іван Ілліч Уманов відомий благочестивим життям і живою сердечною вірою 8 вересня 1688 року побачив сон, у якому до нього з'явився старець, убілений сивиною, який сказав йому: «Після цього, у третій день прийдуть до тебе із Москви три іконописці: перший — 60, другий вісімдесяти, третій — дев'яноста літ. У цього останнього зніми із верху із в'язки сім ікон і віддай йому, а восьму Богородичну з відображенням Казанської Богоматері з честю прийми до себе, через яку благодать і милість отримаєш». Після цього видіння священик Іван постився і служив обідні в церкві протягом трьох днів, на третій день він зустрів іконописців, запросив до себе додому, пригостив, у старшого з них взяв ікону, яку поставив у себе в домі і протягом двох тижнів світив перед нею свічу і молився, у третю суботу по Закінченню читання правил заснув і знову бачив чудесний сон: перед ним стояла дівчина несказанної краси, яка, торкнувшись його плеча, сказала: «Ієрей Іоан, непримушуй Мене бути в твоєму домі, а віднеси в Храм Божий».
Священик проснувся від сну і з жахом побачив у своїй горниці світло, яке сходило ніби від блискавки, кругом ікони було чудесне сяйво. В той же час священик зібрав старців села, щоб засвідчити перед ними про все що сталося, звершив перед іконою молебінь і урочисто переніс її в церкву Різдва Пресвятої Богородиці. Це було 24 вересня 1688 року. З того часу від ікони стали сходити чудеса по сердечних молитвах віруючих, а православні християни 24 вересня стали відзначати свято чудотворної Каплунівської ікони Пресвятої Богородиці.

## Сьогодення
В селі є НВК, де навчається 53 учні та працює 12 вчителів, будинок культури на 320 місць, бібліотека з книжковим фондом 7100 екземплярів, працює 5 торгових точок, відділення зв'язку, ФАП. На території села знаходяться два господарства ТОВ «Козіївське» та ПП «Дніпро», в обробітку яких більше 200,0 га землі, чотири фермерських господарства, які обробляють 200,0 га землі, є шість приватних підприємств: по переробці деревини, по переробці сільськогосподарської продукції, по продажу товарів та продуктів.